# Benjamin Potzerne
Benjamin Potzerne, auch Pozerne (* 25. April 1665 in Stettin; † 2. Februar 1699 in Greifswald) war ein deutscher Professor für Logik und Metaphysik.

## Leben
Benjamin Potzerne wurde 1665 als Sohn des Königlichen Schloß- und Zoll-Inspektors Daniel Potzerne im pommerschen Stettin geboren. Er studierte zunächst in seiner Heimatstadt und dann bis 1685 in Lübeck. Anschließend absolvierte er ein Theologiestudium an der Universität Wittenberg und wurde 1687 Magister der Philosophie. Nach Aufenthalten in Leipzig, Helmstedt und Hamburg ging er an die Universität Kiel, wo er zwei Disputationen verteidigte, und danach an die Universität Rinteln. 1691 wurde er als Professor an die Universität Greifswald berufen. 1696 wurde Potzerne zum Rektor gewählt und zum Bibliothekar der Universität Greifswald bestellt. Er starb 1699 unverheiratet im Alter von 33 Jahren.